# Труби з кам'яного литва
Труби з кам'яного литва призначені для гідравлічного транспортування гідроабразивних та корозійноабразивних гідросумішей. Циліндричні втулки з кам’яного литва застосовують для футерування сталевих труб з тонкими стінками. Довжина таких втулок становить від 0 до 1 м при діаметрі Dy = 150-450 мм та 2 м при діаметрі Dy = 500-800 мм.
До недоліків труб, футерованих кам’яним литвом, слід віднести підвищений гідравлічний опір, високу вартість, крихкість, ускладненість монтажних робіт, низьку точність відливок з каменю, що призводить до утворення виступів та місцевих завихрень потоку.